# (5564) Hikari
(5564) Hikari es un asteroide perteneciente al cinturón de asteroides descubierto el 9 de noviembre de 1991 por Seiji Ueda y el astrónomo Hiroshi Kaneda desde el Kushiro Marsh Observatory, Hokkaido, Japón.

## Designación y nombre
Designado provisionalmente como 1991 VH2. Debe su nombre a Hikari Ueda, nieta de Seiji Ueda.

## Características orbitales
Hikari está situado a una distancia media del Sol de 2,528 ua, pudiendo alejarse hasta 2,843 ua y acercarse hasta 2,212 ua. Su excentricidad es 0,124 y la inclinación orbital 7,601 grados. Emplea 1468,50 días en completar una órbita alrededor del Sol.

## Características físicas
La magnitud absoluta de Hikari es 13,3. Tiene 6,162 km de diámetro y su albedo se estima en 0,244. 